# Robert Stephens
Sir Robert Stephens (14. července 1931, Bristol, Somerset, Spojené království - 12. srpna 1995, Londýn) byl britský filmový a divadelní herec.

## Filmografie (výběr)
- 1993: Searching for Bobby Fischer
- 1992: Chaplin (Chaplin)
- 1991: Mio caro dottor Gräsler
- 1991: The Pope Must Die
- 1990: The Bonfire of the Vanities
- 1989: Jindřich V. (Henry V)
- 1988: War and Remembrance
- 1988: American Roulette
- 1978: Holocaust
- 1970: The Private Life of Sherlock Holmes
- 1968: Romeo a Julie (Romeo & Juliet)
- 1963: Cleopatra (Cleopatra)